# カラ海
カラ海（カラかい、英語: Kara Sea、ロシア語: Ка́рское мо́ре）は、ロシア北部に接する北極海の一部で、ノヴァヤゼムリャとセヴェルナヤ・ゼムリャ諸島の間の海。カラ海の西はバレンツ海、東はラプテフ海に繋がっている。面積は約88万km2。深さは平均110m。オビ川、エニセイ川、ピャシナ川、タイミール川などが注ぎ込んでいる。主要な港はディクソン、ノヴィ・ポルト。一年のうち夏の2か月以外は氷に閉ざされる。南部のオビ湾一帯はラムサール条約登録地である。
北緯77度線と東経77度線がカラ海で交差する。

## 放射性廃棄物の海洋投棄
ソ連は1960年代から80年代にノヴァヤゼムリャ島近海5ヵ所で原潜を含む原子炉を廃棄した。1993年にロシアが報告した白書 (White Book) によると、廃棄された放射性物質には使用済み核燃料を含まない原子炉10基、使用済み核燃料を含む原子炉7基（内1基は使用済み核燃料をコンクリート詰めにしたもの）などが含まれており、投棄時の放射能は88.8x1015ベクレルと推定された。国際原子力機関による1993〜96年の調査 (International Arctic Seas Assessment Project (IASAP)) では調査時点での放射能を4.732x1015ベクレルと推定しており、投棄時の放射能を37.0x1015ベクレルと見積もった。